# Leonora Jackson McKim
Leonora Jackson McKim, née Leonora Jackson le 20 février 1879 à Boston − morte le 7 janvier 1969 à Baltimore, est une violoniste américaine. Elle est une des premières Américaines à connaître le succès international en tant que violiniste concertiste. Elle possédait un violon de Stradivarius datant de 1714 nommé Leonora Jackson en son hommage, aujourd’hui propriété de la collection William Sloan.

## Biographie
Leonora Jackson est née à Boston de Charles P. Jackson, un riche ingénieur, et d’Elisabeth Higgins, une chanteuse en herbe. Elle fait ses débuts à Berlin le 17 octobre 1896 avec l’Orchestre philharmonique de Berlin. Bien qu’elle soit une femme et contre toute attente, les critiques la saluent : « Nous n'avons pas entendu depuis longtemps une dame jouer du violon avec tant d'esprit et d'énergie. » Elle est décorée par la reine Victoria et joue dans toute l’Europe et les États-Unis avec des orchestres de premier plan, dont le London Philharmonic et le Boston Symphony. Elle se retire après son mariage en 1915 avec le Dr William Duncan McKim (1855–1935). Les McKim étaient des défenseurs des arts, organisant des programmes musicaux à leur domicile et collectionnant un grand nombre d'œuvres d’art, dont beaucoup ont été données à la Smithsonian Institution et à la Maryland Historical Society après la mort de son époux.
Leonora Jackson McKim est décédée à Baltimore et a été enterrée au cimetière de Green Mount, à Baltimore.

### Petite enfance et apprentissage musical
Leonora Jackson a étudié le violon dès l’âge de sept ans, en commençant à Chicago avec Carl Becker pendant quatre ans, suivi de SE Jacobsohn du Chicago Symphony. En 1891, elle se rend à Paris pour étudier avec Léon Desjardins, Charles Dancla au Conservatoire de Paris et Carl Markees à Berlin. En 1893, Joseph Joachim a l’occasion de l’écouter lors d’une visite aux États-Unis. Il l’a ensuite prise comme étudiante à l’Académie de musique de Berlin.
En 1898, Jackson remporte la bourse Mendelssohn, décernée par le Conservatoire de Leipzig en soutien aux étudiants étrangers, recevant un prix d’une valeur d’environ 90 000 $ en dollars d’aujourd’hui. Ce financement ainsi que l’aide de ses mécènes, dont la première dame Frances Cleveland et l’industriel George Vanderbilt, lui ont permis d’étudier à Chicago, Paris et Berlin.

### Carrière musicale: 1896-1915
Le 17 octobre 1896, Leonora Jackson fait ses débuts avec l’Orchestre philharmonique de Berlin sous la direction de Joseph Joachim. Une fois de plus elle est acclamée : « Sans nul doute nous n’avons pas affaire ici à un talent ordinaire […]. D’après les preuves à la fois musicales et techniques que la jeune femme a offertes […], elle est sûre d’une carrière. » En 1898, les débuts de Jackson à Londres sont également un grand succès. Par la suite, elle a joué dans diverses villes allemandes ainsi qu’en Suisse, en Belgique et en Autriche.
Le 17 juillet 1899, Leonora Jackson se produit devant la reine Victoria et la famille royale au château de Windsor dans le cadre d’une tournée en Angleterre. La reine a présenté à Leonora une broche en forme d’étoile ornée du bijou royal. Elle portait fréquemment l’étoile victorienne lors de performances, concerts et photographies.
Leonora Jackson est revenue aux États-Unis en 1900 après avoir passé six ans en Europe. Au cours de la saison 1900-1901, elle a donné 160 concerts ; entre 1900 et 1902, plus de 300 représentations dans son pays, dont huit représentations en soliste avec l’Orchestre symphonique de Boston.
Leonora Jackson prend un congé sabbatique d’un an en 1911, vivant dans une ferme à Albany, dans l’État de New York, alors qu’elle se lassait des pressions constantes des tournées.

### Mariage avec William Duncan McKim
En octobre 1915, Leonora Jackson épouse le Dr William Duncan McKim, membre d’une riche famille de marchands de Baltimore. Celui-ci était organiste et possédait un orgue dans leur domicile de Washington. Les deux époux partageaient l’amour de la musique, de l’art et des voyages. Après son mariage, Leonora Jackson McKim met un terme aux tournées et aux concerts, se consacrant à la peinture, la sculpture et l’écriture, ne se produisant plus que pour des œuvres charitables. À la suite du décès de son époux, Leonora Jackson McKim fait don de ses œuvres d’art et de ses collections à la Smithsonian Institution et à la Maryland Historical Society.

## Galerie photographique

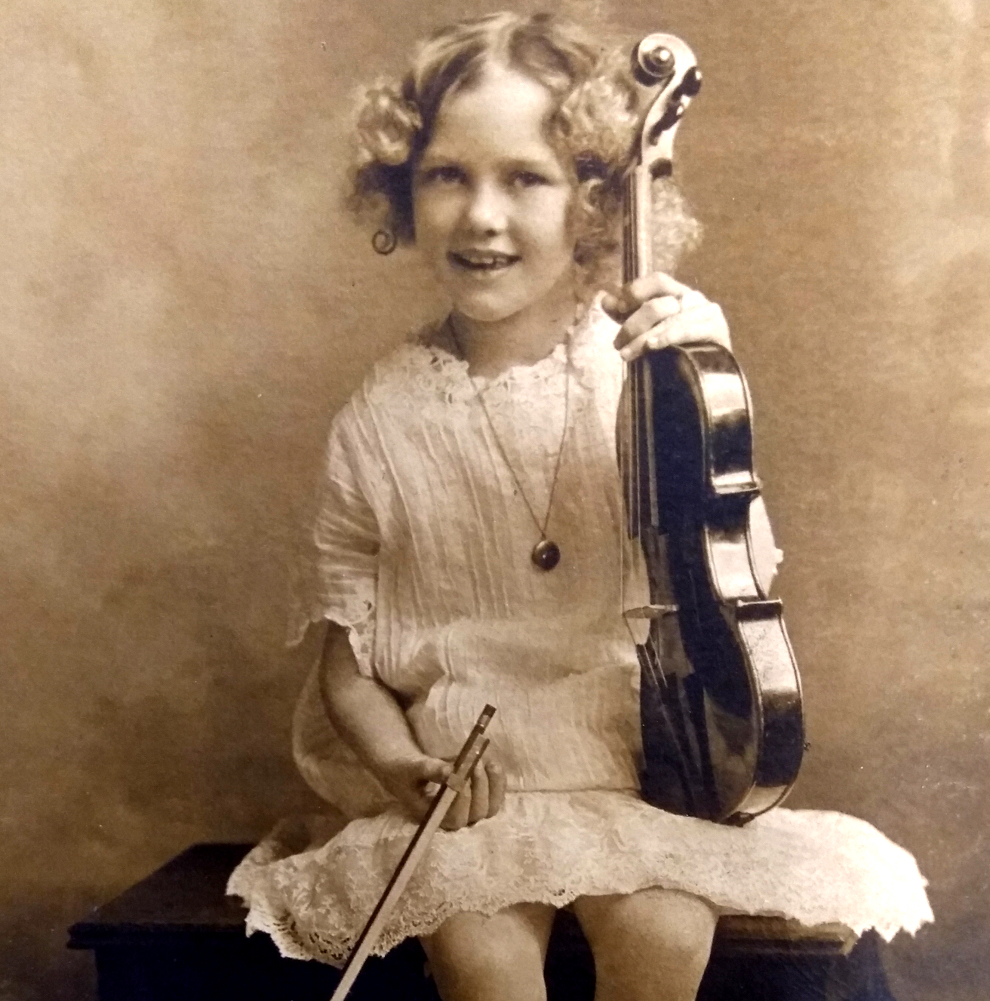
Leonora Jackson McKim dans les années 1880
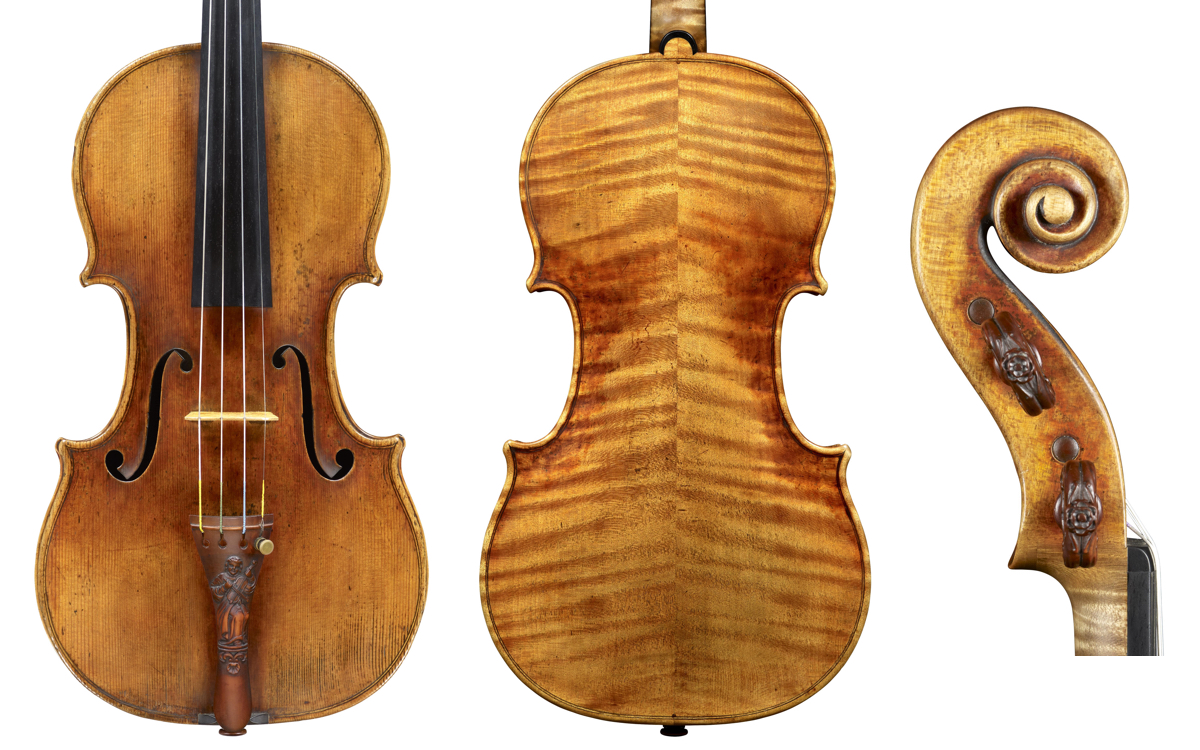
Le Stradivarius Leonora Jackson

## Source
- (en) Cet article est partiellement ou en totalité issu de l’article de Wikipédia en anglais intitulé « Leonora Jackson McKim » (voir la liste des auteurs).

1. ↑  « https://hdl.loc.gov/loc.music/eadmus.mu020014 »
2. ↑  Numéro de contrôle de la Bibliothèque du Congrès (identifiant de publication).
3. ↑  « Leonora Jackson McKim Photograph Collection, PP306 | Maryland Historical Society », sur www.mdhs.org (consulté le 19 février 2020)